# Carenas
Carenas là một đô thị ở tỉnh Zaragoza, Aragon, Tây Ban Nha. Theo điều tra dân số 2004 của Viện thống kê Tây Ban Nha (INE), đô thị Carenas có dân số là 239 người. Diện tích đô thị này là 31 ki-lô-mét vuông.